# Hood Classics
Hood Classics är ett samlingsalbum av den amerikanske rapparen Gucci Mane, släppt på hans gamla skivbolag Big Cat Records. Albumet sålde 2 800 exemplar den första veckan och debuterade som nummer 197 på Billboard 200.

## Låtlista
1. "Intro"
2. "Street Niggas"
3. "Pyrex Pot"
4. "Hold Dat Thought"
5. "Freaky Gurl"
6. "Trap House"
7. "Go Head" (feat. Mac Breezy)
8. "Icy" (feat. Young Jeezy & Boo)
9. "Hustle"
10. "Pillz"
11. "Spanish Plug"
12. "Black Tee" (feat. Killer Mike och Young Jeezy)
13. "Two Thangs"
14. "Re-Up"
15. "Trap Starz"
16. "Bonus Icy Mix" (feat. Young Jeezy)
17. "Freaky Gurl" (feat. Freekey Zekey)
18. "Im Da Shit"

## Listpositioner
| Hitlista (2008)                     | Högsta position |
| ----------------------------------- | --------------- |
| US Billboard 200                    | 197             |
| US Billboard Top R&B/Hip-Hop Albums | 16              |
| US Billboard Top Rap Albums         | 9               |